# Topografie Wereld
Topografie Wereld is een educatief computerspel dat werd ontwikkeld door Radarsoft. Het spel werd in 1984 ontwikkeld door de Nederlanders Cees Kramer en John Vanderaart voor de Commodore 64 en twee jaar later door Cees Kramer en Rene Bultink voor de MSX-computer. In 1987 werd samen met Kees Beekhuis de versie voor de Atari 8 bit-familie computers uitgebracht. De speler bestuurt een helikopter en moet binnen een bepaalde tijdslimiet vliegen naar de door de computer aangegeven plaatsen in de wereld. Voor elke plaats die men binnen de tijd bezoekt krijgt men punten. Bij voldoende punten kan de speler zijn naam invullen in het highscoreboard. Naast Nederland werd het spel ook in Duitsland uitgebracht onder de naam Topographie Welt

## Trivia
- In de C64-versie van het spel zitten bij het onderdeel overhoring (F3) een tweetal fouten waardoor de speler sneller vijf fouten heeft. Bij de overhoring van `landen` wordt met het pijltje Rusland aangegeven. De ene keer rekent het programma Rusland goed, maar de andere keer geeft het programma dan een `strafpunt`, omdat het `Sovjet-Unie` moet zijn. Hetzelfde gebeurt bij de Verenigde Staten. De ene keer wordt USA fout gerekend en vervolgens weer alleen de Verenigde Staten.